# Onosma propontica
Onosma propontica ist eine Pflanzenart aus der Gattung der Lotwurzen (Onosma) in der Familie der Raublattgewächse (Boraginaceae).

## Beschreibung
Onosma propontica ist eine mehr oder weniger rasenbildende ausdauernde Pflanze. Die blütentragenden Stängel erreichen Wuchshöhen bis zu 50 cm. Pro Pflanze erscheinen mehrere Stängel, sie sind aufrecht, stark verzweigt, fein behaart und mit abstehenden, 1 bis 3 mm langen Borsten behaart. Die unteren Laubblätter sind 40 bis 50 mm lang und 5 bis 7 mm breit, linealisch-spatelförmig und auf der Oberseite borstig behaart. Auf der Unterseite sind sie fein behaart und nur entlang der Mittelrippe und dem Blattrand mit Borsten behaart.
Die Blütenstände sind stark verzweigt. Die Blütenstiele sind zur Blütezeit 5 bis 8 mm lang, an der Frucht sind sie bis zu 12 mm lang. Die Tragblätter sind kürzer als der Kelch. Dieser ist zur Blütezeit 10 bis 15 mm lang. Die Krone ist etwa 20 mm lang, blass gelb und unbehaart, aber fein papillös. Meist ist sie etwa 1,5- bis zweimal so lang wie der Kelch.
Die Früchte sind etwa 3 bis 4 mm lange, glatte Nüsschen.
Die Chromosomenzahl beträgt 2n = 12+0-1B.

## Vorkommen
Die Art ist im europäischen Teil der Türkei verbreitet.